# Каяджик
Каяджик (на гръцки: Κυριακή, Кириаки) е село в Западна Тракия, Гърция, в дем Софлу, област Източна Македония и Тракия. По данни от 2001 г. има 163 жители.

## История
Преди Балканските войни село Каяджик е изцяло българско християнско село в района на Софлу. В „Етнография на вилаетите Адрианопол, Монастир и Салоника“, издадена в Константинопол в 1878 година и отразяваща статистиката на населението от 1873 Каяджик (Kayadjik) е посочено като село с 350 домакинства и 1500 жители българи. В 1830 година то има 310 български къщи, в 1878 – 350, в 1912 – 230, а в 1920 – 150. Между 1896 и 1900 година селото преминава под върховенството на Българската екзархия. В демографската статистика на професор Любомир Милетич от 1912 година е посочено, че селото има 150 екзархийски български семейства и 30 семейства на българи-униати.
През 80-те години на 19 век в селото функционира българско начално училище. През учебната 1886 – 1887 година в него се обучават 33 ученици. През 1910 година със своите 111 ученика училището в с. Каяджик e второто по големина българско училище в Софлийско.
При избухването на Балканската война в 1912 година 3 души от Каяджик са доброволци в Македоно-одринското опълчение.
През юли и август 1913 година селото е разграбвано неколкократно от турски войски и башибозук.

## Личности
Родени в Каяджик
- Георги Георгиев (? – 1904), български революционер, деец на ВМОРО
- Димитър Ангелов Попов (? – 1915), български военен деец, запасен поручик, загинал през Първата световна война[9]
- Димитър Хр. Ангелов, македоно-одрински опълченец, 18-годишен, 1 рота на 5 одринска дружина[10]
- Никола Атанасов Спиров (1908 – ?), председател на Тракийската организация (1944 – 1961)